# Dmitri Alénichev
Dmitri Anatólievich Alénichev (en ruso: Дми́трий Анато́льевич Але́ничев, 20 de octubre de 1972, Velíkiye Luki, Rusia) es un exfutbolista, entrenador y político ruso.

## Clubes

### Como jugador
| Club                  | País     | Año       |
| --------------------- | -------- | --------- |
| Mashinostroitel Pskov | Rusia    | 1990-1991 |
| FC Lokomotiv Moscú    | Rusia    | 1991-1993 |
| FC Spartak Moscú      | Rusia    | 1994-1998 |
| AS Roma               | Italia   | 1998-2000 |
| Perugia (cedido)      | Italia   | 1999-2000 |
| FC Porto              | Portugal | 2000-2004 |
| FC Spartak Moscú      | Rusia    | 2004-2006 |

### Como entrenador
| Club                                | País  | Año       |
| ----------------------------------- | ----- | --------- |
| Selección de fútbol sub-18 de Rusia | Rusia | 2010-2011 |
| Arsenal Tula                        | Rusia | 2011-2015 |
| Spartak de Moscú                    | Rusia | 2015-2016 |
| Yenisey Krasnoyarsk                 | Rusia | 2017-2019 |

## Palmarés
Spartak de Moscú
- Liga Premier de Rusia: 1993-94, 1995-96, 1996-97, 1997-98
- Copa de Rusia: 1994, 1998

FC Porto
- Primera División de Portugal: 2002-03, 2003-04
- Copa de Portugal: 2001, 2003
- Supercopa de Portugal: 2001, 2004
- Copa de la UEFA: 2002-03
- UEFA Champions League: 2003-04

### Distinciones individuales
| Distinción                  | Año  |
| --------------------------- | ---- |
| Futbolista del año en Rusia | 1997 |